# Rândunică de Bahamas
Rândunica de Bahamas (Tachycineta cyaneoviridis) este o specie de pasăre din familia Hirundinidae originară din Bahamas și Cuba. Specia se reproduce în nordul Bahamas și iernează în Bahamas și în Cuba.

## Descriere
Această rândunică Tachycineta lucioasă are capul și spatele verzi, aripi superioare albastre, coada și vârfurile aripilor negre și burta și bărbia albe.